# 16e cérémonie des Lumières
 (décembre 2021).
La 16e cérémonie des Lumières de la presse internationale s'est déroulée le 14 janvier 2011 à l’Auditorium de l'Hôtel de ville de Paris et était présidée par le comédien François Berléand et animée par la journaliste Estelle Martin.

## Palmarès

### Meilleur film
- Des hommes et des dieux de Xavier Beauvois
  - Carlos d’Olivier Assayas
  - Gainsbourg (vie héroïque) de Joann Sfar
  - The Ghost Writer de Roman Polanski
  - L’illusionniste de Sylvain Chomet

### Meilleure mise en scène
- Roman Polanski pour The Ghost Writer
  - Mathieu Amalric pour Tournée
  - Olivier Assayas pour Carlos
  - Xavier Beauvois pour Des hommes et des dieux
  - Joann Sfar pour Gainsbourg, vie héroïque

### Meilleure actrice
- Kristin Scott-Thomas pour le rôle de Julia Jarmond dans Elle s'appelait Sarah
  - Juliette Binoche pour Copie conforme
  - Isabelle Carré pour Les Émotifs anonymes
  - Catherine Deneuve pour Potiche
  - Ludivine Sagnier pour Pieds nus sur les limaces

### Meilleur acteur
- Michael Lonsdale pour le rôle de Frère Luc dans Des hommes et des dieux
  - Lambert Wilson pour Des hommes et des dieux et La Princesse de Montpensier
  - Romain Duris pour L'homme qui voulait vivre sa vie et L'Arnacœur
  - Éric Elmosnino pour Gainsbourg (vie héroïque)
  - Édgar Ramírez pour Carlos

### Révélation féminine
- Yahima Torres pour le rôle de Saartje Baartman dans Vénus noire
  - Lolita Chammah dans Copacabana
  - Marie Féret dans Nannerl, la sœur de Mozart
  - Nina Rodriguez dans No et moi
  - Linda Doudaeva dans Les Mains en l'air

### Révélation masculine
- Antonin Chalon pour le rôle de Lucas dans No et moi
  - Aymen Saïdi pour Dernier étage, gauche, gauche
  - Nahuel Perez Biscayart pour Au fond des bois
  - Emile Berling pour Le bruit des glaçons
  - Jules Pelissier pour Simon Werner a disparu...

### Meilleur scénario
- Roman Polanski et Robert Harris pour The Ghost Writer
  - Rachid Bouchareb et Olivier Lorelle pour Hors-la-loi
  - Géraldine Nakache et Hervé Mimran pour Tout ce qui brille
  - Julie Bertuccelli pour L'Arbre
  - Baya Kasmi et Michel Leclerc pour Le Nom des gens

### Meilleur film francophone
- Un homme qui crie de Mahamat Saleh Haroun
  - Orly de Angela Schanelec
  - Amer de Hélène Cattet et Bruno Forzani
  - Illégal de Olivier Masset-Depasse
  - Élève libre de Joachim Lafosse
  - Les Amours imaginaires de Xavier Dolan

### Meilleure photographie
- Caroline Champetier pour Des hommes et des dieux

### Prix du public mondial(remis parTV5 Monde)
- Illégal de Olivier Masset-Depasse

### Lumière d'honneur
- Roman Polanski pour l'ensemble de son œuvre